# Grégoire Pierre XX Ghabroyan
Grégoire Pierre XX Ghabroyan I.C.P.B. (phiên âm tíếng Việt: Grêgôriô Phêrô XX Ghabroyan)  (sinh 1934) là một Thượng phụ của Giáo hội Công giáo Amerian, trực thuộc Giáo hội Công giáo Rôma. Ông hiện là Thượng phụ Tòa thượng phụ Cilicia, với phạm vi lãnh thổ thuộc Li Băng và Thổ Nhĩ Kỳ.

## Tiểu sử
Thượng phụ Ghabroyan sinh ngày 15 tháng 11 năm 1934, tại Alep, Syria. Sau quá trình tu học tại các chủng viện theo giáo luật Công giáo quy định, ngày 28 tháng 3 năm 1959, Phó tế Ghabroyan được truyền chức linh mục. Tân linh mục là thành viên linh mục đoàn dòng Institut du Clergé Patriarcal de Bzommar [viết tắt I.C.P.B.].
Ngày 3 tháng 1 năm 1977, linh mục Ghabroyan được chọn làm Giám mục Tổng quản lý Địa phận Đặc biệt France, thuộc Giáo hội nghi lễ Armenian, Hiệu tòa Amida degli Armeni. Ngày 13 tháng 2 sau đó, vị giám mục tân cử đã được cử hành nghi thức truyền chức, với phần nghi thức cử hành bởi ba giáo sĩ, trong đó chủ phong là Thượng phụ Hemaiagh Pierre XVII Ghedighian, C.M.V., Thượng phụ Tòa Cilicia thuộc Giáo hội nghi lễ Armenia và hai vị phụ phong gồm có Tổng giám mục Georges Layek, Tổng giám mục của Tổng giáo phận Alep (Beroea, Halab), nghi lễ Armenia và Giám mục Léonce Tchantayan, Giám mục Phụ tá Tòa Thượng phụ Cilicia.
Gần mười năm sau khi được tấn phong, Giám mục Ghabroyan được thuyên chuyển vào vị trí Giám mục Chánh tòa Giáo phận Sainte-Croix-de-Paris mới thành lập, được nâng cấp và thay đổi tên từ địa phận France. Ông giữ vị trí này hơn 25 năm đến ngày 2 tháng 2 năm 2013, thì từ nhiệm, vì sức khỏe và tuổi tác, vì khi ấy ông đã hơn 72 tuổi.
Bất ngờ, trong đại hội toàn Giáo hội nghi lễ Armenia cử hành ngày 24 tháng 7 năm 2015, các giám mục nhất trí chọn nguyên giám mục chính tòa Sainte-Croix-de-Paris làm người đứng đầu giáo hội, tước danh Thượng phụ của Tòa Thượng phụ Cilicia. Tân thượng phụ khi được bầu chọn cũng đã gần 81 tuổi. Phía Giáo hội Công giáo Rôma, thông qua giáo hoàng, ngay ngày hôm sau, nhanh chóng tuyên bố xác nhận cuộc bầu cử này. Từ ki được đại diện Giáo hội Công giáo Hoàn vũ xác nhận, Tân Thượng phụ lập tức trở thành Chủ tịch Hội đồng Giáo hội Công giáo nghi lễ Armenia.
Ông qua đời ngày 24 tháng 5 năm 2021.